# Alexandre Luiz Giordano
Alexandre Luiz Giordano (São Paulo, 26 de junho de 1973) é um empresário e político brasileiro filiado ao Movimento Democrático Brasileiro. Foi eleito, em 2018, primeiro suplente de senador pelo estado de São Paulo, na chapa de Major Olímpio, tendo assumido o cargo após a morte do titular em 31 de março de 2021.

## Vida política
Eleito em 2018 primeiro suplente de senador na chapa de Major Olímpio (titular) e Marcos Pontes (segundo suplente). Com a morte de Olímpio, assumiu o cargo em 31 de março de 2021. 
Em agosto de 2021, Alexandre Giordano filiou-se ao MDB. Antes disso, fez parte do Partido Social Liberal (PSL), Partido da Social Democracia Brasileira (PSDB) e Partido Verde (PV).
Giordano foi apontado como peça chave do acordo entre Brasil e Paraguai para a venda da energia paraguaia excedente da Usina Hidrelétrica de Itaipu à empresa Léros. Esta crise quase levou a um processo de impeachment no Paraguai do então presidente do país.
Na cidade de São Paulo, ás vésperas das eleições municipais de 2024, o senador declarou seu apoio a, Guilherme Boulos (PSOL). Mesmo sendo afiliado no partido que o incumbente no cargo executivo paulistano Ricardo Nunes, o senador ganhou pequena notoriedade após criticar a ideia do prefeito anunciar um policial militar da reserva, cel. Mello Araújo, como companheiro na chapa de Nunes á sua reeleição.
- Resumo de primeiro discurso de Giordano no Senado, ao assumir o cargo

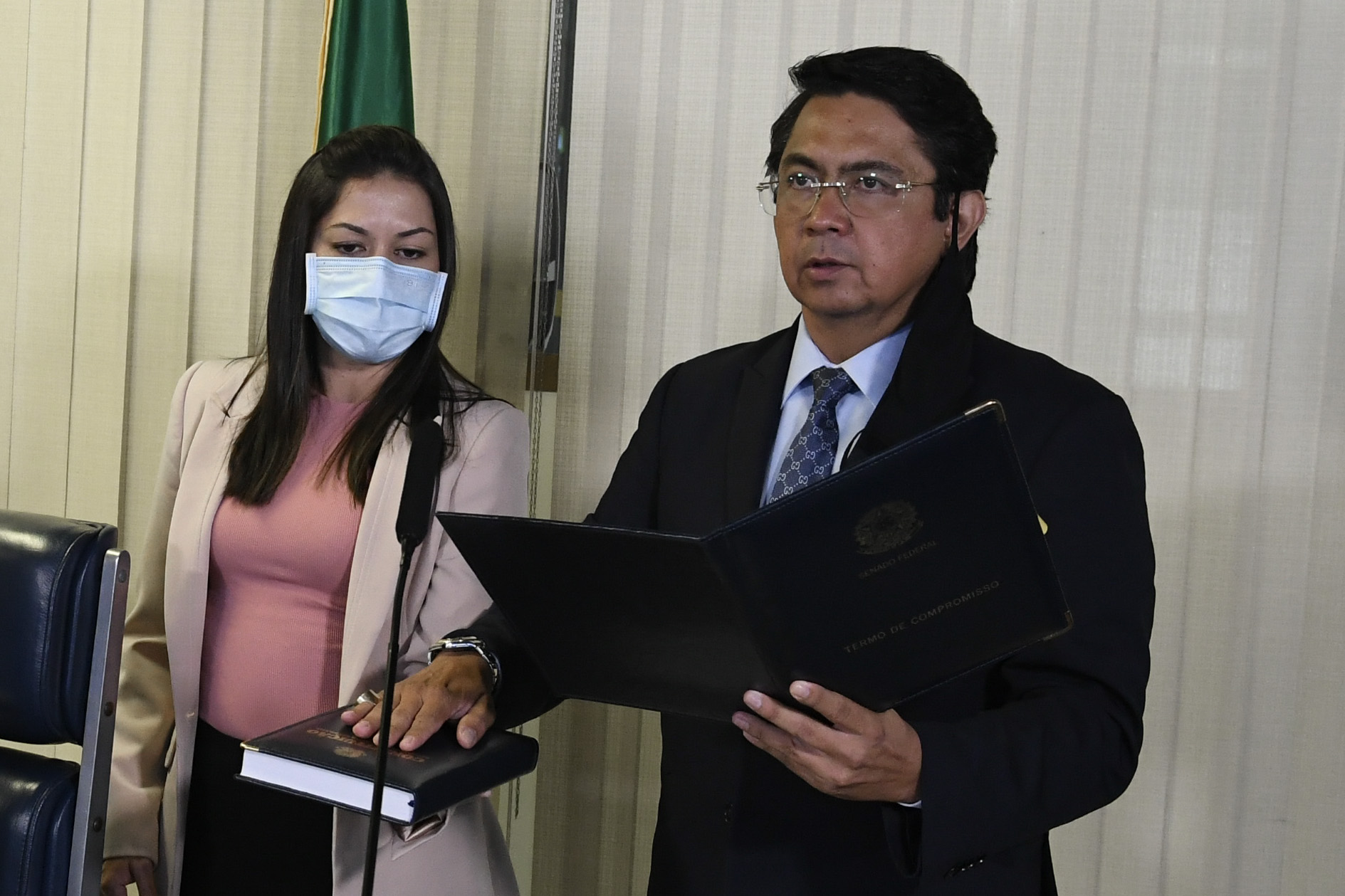
Giordano toma posse como Senador
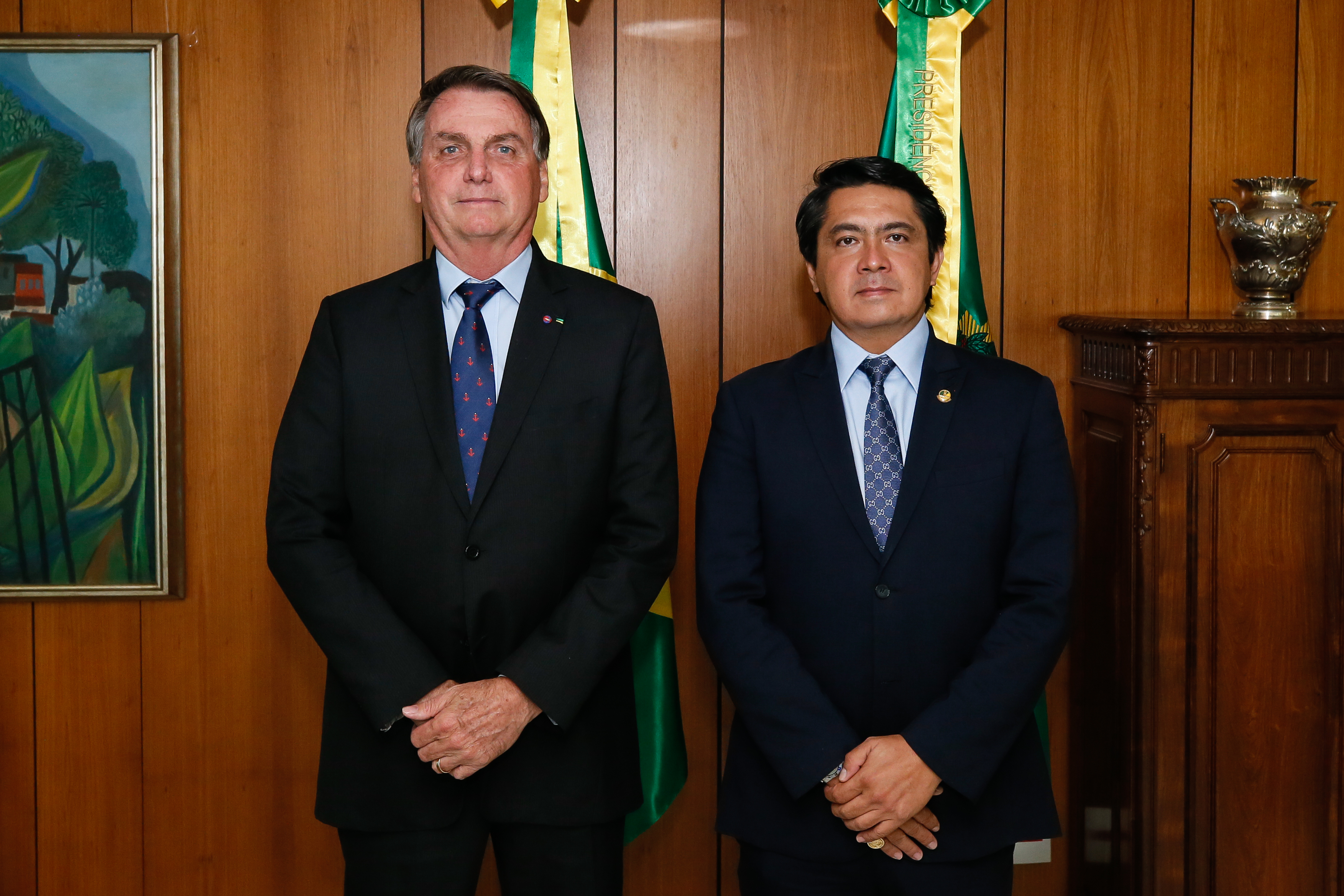
Giordano com o então presidente Jair Bolsonaro (2021)